# Koeficijent smjera pravca
Koeficijent smjera pravca je mjera kojom se opisuje nagib pravca u Kartezijevom ili pravokutnom koordinatnom sustavu.

## Definicija
Koeficijent smjera pravca (obično označen slovom k) se definira kao promjena u y koordinati podijeljena s odgovarajućom promjenom u x koordinati između dvije točke (x1,y1) i (x2,y2) na pravcu:
{\displaystyle k={\frac {y_{2}-y_{1}}{x_{2}-x_{1}}}={\frac {\Delta y}{\Delta x}}.}
(Simbol delta, Δ, u matematici ima standardno značenje "promjene" ili "razlike".)

Čim je vrijednost koeficijenta smjera veća (po apsolutnoj vrijednosti), nagib pravca je strmiji u odnosu na x os. Ako je vrijednost koeficijenta pozitivna, pravac raste (za veću vrijednost koordinate x neke točke na pravcu povećava se i njena koordinata y), a ako je koeficijent negativan, pravac pada. Točke s kojima se računa i njihov poredak mogu se odabrati proizvoljno.

## Geometrijsko značenje
Koeficijent smjera pravca se geometrijski može definirati kao tangens kuta što ga pravac zatvara s pozitivnim dijelom x osi.

Posebni slučajevi:
- ako je pravac paralelan s x osi, koeficijent smjera pravca jednak je nuli
- ako je pravac okomit na x os, njegov koeficijent smjera nije definiran

## Algebarsko značenje
Ako je y linearna funkcija od x, tad je koeficijent uz x koeficijent smjera pravca koji je graf funkcije y.
Drugim riječima, pravac se može zapisati algebarski, u obliku jednadžbe
{\displaystyle y=kx+l},

gdje je x argument funkcije, k koeficijent smjera pravca, a l odsječak na y osi.